# Cachoeiras do Norte da Geórgia

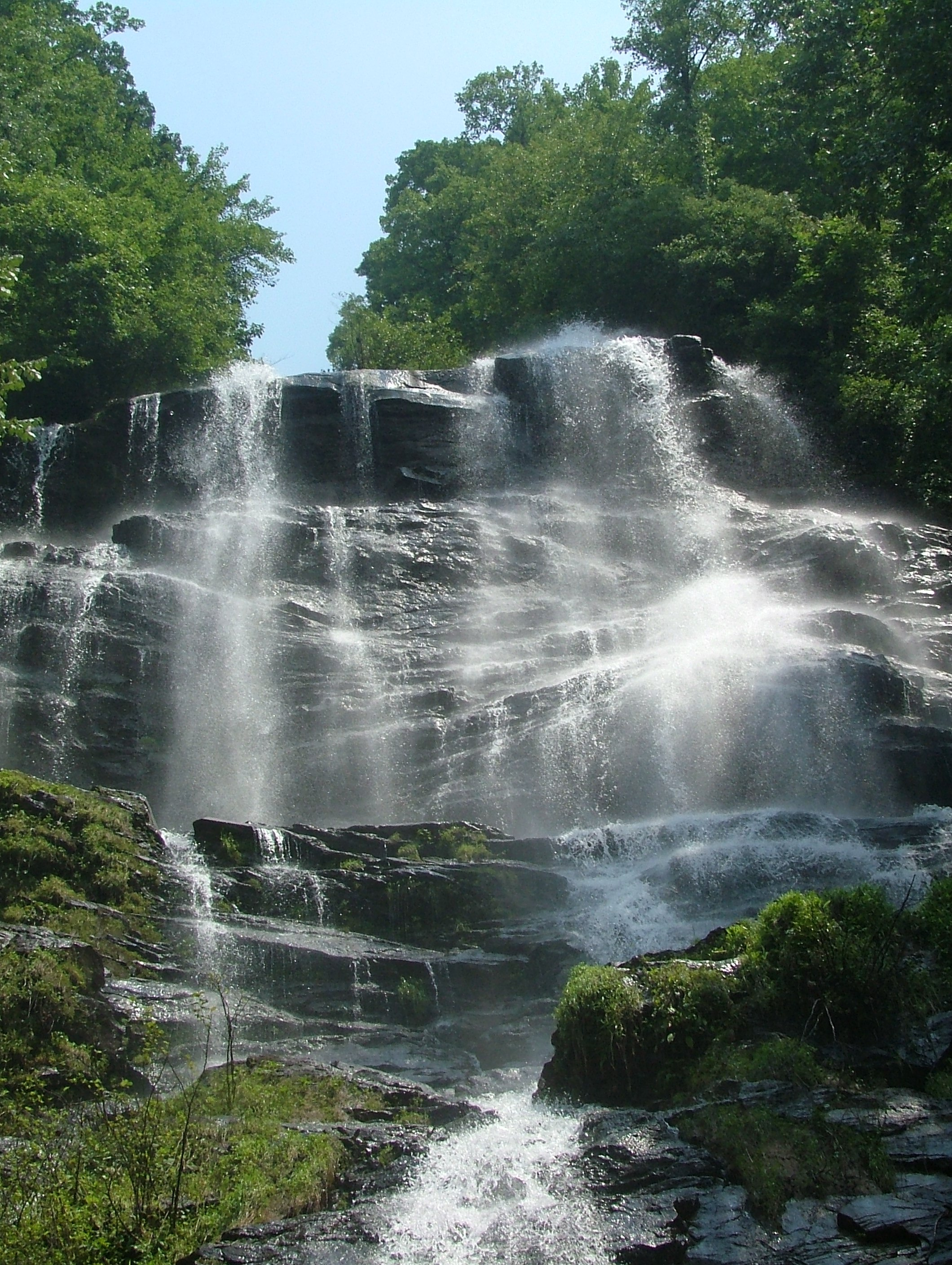
Amicalola Falls em Dawson County, Geórgia, EUA

As cachoeiras do norte da Geórgia, nos Estados Unidos, são uma característica proeminente da geografia daquela região, assim como um importante foco de turismo e recreação ao ar livre. Muitas estão localizadas em parques estaduais, florestas nacionais, áreas de manejo da vida selvagem e outras terras públicas. Muitas são acessíveis - com vários graus de facilidade ou dificuldade - por meio de trilhas estabelecidas para caminhadas, e algumas áreas desenvolvidas incluem calçadões, plataformas de observação, áreas de piquenique e outras facilidades. Os Cherokee chamam essa região de "Terra das Mil Cachoeiras".  A terceira, quarta e quinta cachoeiras mais altas do leste dos Estados Unidos estão localizadas no norte da Geórgia.
Nesta discussão, North Georgia se refere às regiões montanhosas do extremo norte do estado, uma área que inclui Banks, Dade, Dawson, Fannin, Gilmer, Habersham, Lumpkin, Murray, Pickens, Rabun, Stephens, Towns, Union, Walker e condados de White . É claro que existem cachoeiras em outras partes do estado; no entanto, devido às variações no clima e no terreno, elas são mais abundantes e surpreendentes no extremo norte.

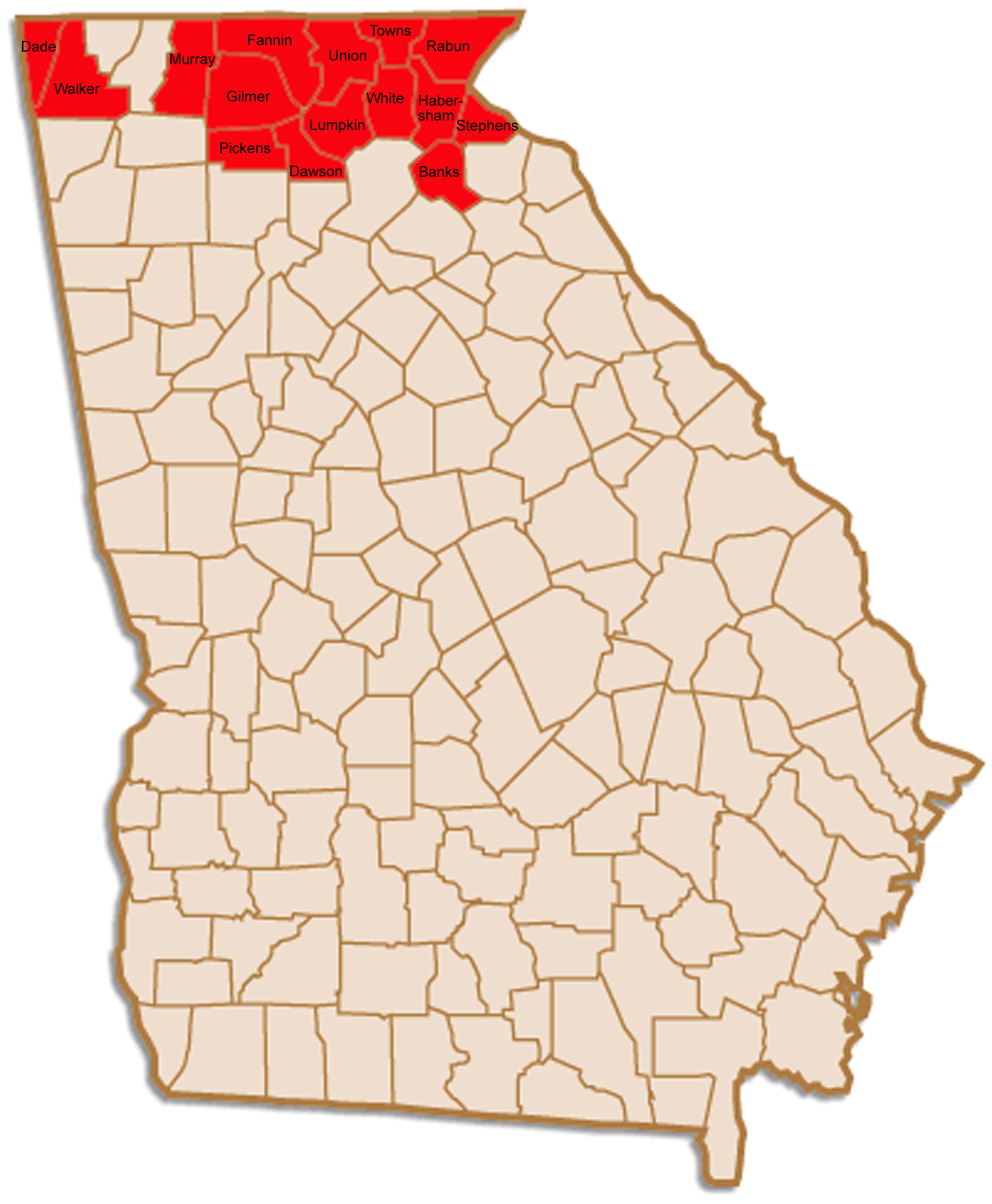
Os condados do norte da Geórgia

Cachoeiras localizadas em propriedade privada e, portanto, inacessíveis ao público são descritas como tal ou marcadas (NA) . É responsabilidade do visitante respeitar e honrar os direitos dos proprietários privados.
Os mapas, coordenadas e descrições apresentados aqui têm como objetivo fornecer apenas localizações aproximadas ou relativas. Inúmeras publicações e recursos online estão disponíveis para aqueles que desejam visitar esses sites, tanto a pé quanto de veículo. Como muitos desses locais permanecem em um estado relativamente selvagem, deve-se ter cuidado o tempo todo.

## Dade County
- Cherokee Falls e Hemlock Falls - localizadas no Cloudland Canyon State Park perto de Trenton, em um desfiladeiro profundo em Sitton Gulch Creek. (Mckittrick: 34° 50,07′ N, 85° 28,9′ O )

## Dawson County
- Amicalola Falls - a 222 metros Amicalola Falls é a cachoeira mais alta da Geórgia e a terceira mais alta a leste do rio Mississippi . Tem aproximadamente quatro vezes a altura das Cataratas da Ferradura do Niágara . Ela está localizada em Amicalola Creek no Amicalola Falls State Park e é acessível por meio de várias trilhas, pontes e áreas de estacionamento. Os visitantes podem estacionar no topo ou na base das cataratas; uma trilha bem mantida, incluindo mais de 600 degraus, conecta esses dois pontos. Outra trilha conecta as cataratas ao término da Trilha dos Apalaches na próxima Springer Mountain . Algumas fontes, incluindo o guia dos Parques Estaduais da Geórgia de 2004, afirmam que Amicaolola Falls é "a mais alta a leste do rio Mississippi ", embora Crabtree Falls na Virgínia (a 1000 pés) e Glassmine Falls na Carolina do Norte (250 pés) sejam ambas mais altas . [2] (O site do parque estadual é mais específico - e talvez mais preciso - citando Amicalola como "a cachoeira em cascata mais alta". Edições mais recentes da versão de impressão da guia corrigiram o erro) (. 34° 33,81′ N, 84° 14,66′ O )
- Bearden Falls —localizado na Floresta Nacional de Chattahoochee em Bearden Creek. ( 34° 36,48′ N, 84° 11,77′ O )
- Cochrans Falls - a 180 metros, está ligada à Caledonia Cascade como a segunda cachoeira mais alta da Geórgia. Fica em Cochrans Creek, perto de Dawsonville . ( 34° 34,52′ N, 84° 12,97′ O )
- Crawford Falls —localizada em propriedade privada e não acessível ao público.
- Corredeiras "Edge of the World" - Corredeiras de Classe IV no rio Amicalola . (Estacionamento: 34° 25,6′ N, 84° 12,8′ O )
- Falls Creek Falls —localizada na Floresta Dawson, uma área que contém pelo menos quarenta e três cachoeiras. (Upper Falls: 34° 30,78′ N, 84° 19,42′ O ; Falls Creek: 34° 30,94′ N, 84° 19,11′ O ; Lower Falls: 34° 30,79′ N, 84° 18,43′ O )
- Lower Falls e Upper Falls - localizadas em Disharoon Creek, no canto sudoeste do condado de Dawson, perto do condomínio fechado de Big Canoe. ( 34° 28,36′ N, 84° 19,12′ O )

## Condado de Fannin
- Jacks River Falls - Fica no rio Jacks na área selvagem de Cohutta. ( 34° 58,29′ N, 84° 34,37′ O )
- Little Rock Creek Falls — Fica na Floresta Nacional de Chattahoochee .
- Long Creek Falls —localizada próximo à Trilha dos Apalaches, perto de Three Forks.
- Noontootla Falls - Fica em um pequeno afluente do Noontootla Creek, perto de Three Forks. ( 34° 51,2′ N, 84° 11,64′ O )
- Sea Creek Falls — Fica na área de Cooper Creek, no leste do condado de Fannin, próximo à linha do condado de Union. ( 34° 46,19′ N, 84° 05,71′ O )

## Gilmer County
- Barnes Creek Falls - Fica na Cohutta Wilderness Area, perto da linha Murray County; o topo da montanha próxima oferece uma vista impressionante do vale e da montanha do forte. ( 34° 49,57′ N, 84° 34,94′ O )
- Falls on Davis Creek - localizada em uma propriedade privada, mas pode ser vista da Pleasant Hill Road (State Route 59) perto da comunidade de Pleasant Hill .
- Falls Branch Falls — twin falls, "Lower" e "Upper", em Falls Branch perto de sua confluência com Stanley Creek no nordeste de Gilmer, perto da linha de Fannin County. ( 34° 47,04′ N, 84° 18,13′ O )
- Julie Anna Falls - É uma queda de quinze metros em Turniptown Creek, na Rich Mountain Wilderness Area da Chattahoochee National Forest. ( 34° 44,05′ N, 84° 21,1′ O )
- Tumbling Waters - Tails Creek cai a 23 m em uma série de cascatas em sua chegada ao Lago Carters.

## Habersham County
- Panther Creek Falls — localizada na área de recreação de Panther Creek, entre Clarkesville e Tallulah Falls . ( 34° 40,63′ N, 83° 23,29′ O )
- Shoals on Soque River — localizada em propriedade privada, mas facilmente acessível ao público. A marca do oleiro, uma cooperativa de oleiros na Rodovia 197, ocupa um antigo moinho ao lado de Shoals, que pode ser visto da varanda da cooperativa. Máquinas operadas por moedas distribuem comida para peixes e aves aquáticas. ( 34° 43,78′ N, 83° 35,35′ O )
- Miner Shoals - localizada em propriedade privada, não acessível ao público. Tem 48 ft (15 m) de queda quase vertical. "De longe a melhor cachoeira do rio", como afirma o geólogo estadual SW McCallie em seu Water Powers of Georgia, 1908.

## Condado de Lumpkin

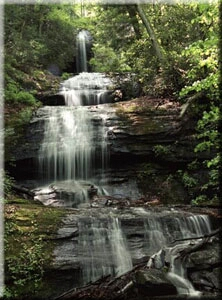
Upper DeSoto Falls, Condado de Lumpkin, Geórgia

- Black Falls - fica no terreno do Camp Frank D. Merrill, um acampamento Mountain Ranger 11 mi (18 km) ao norte de Dahlonega. O acesso público pode ser restrito.
- Blood Mountain Creek Falls - quatro quedas (Lower Falls, Middle Falls, Upper Falls e Cascade). (ínicio da trilha para duas quedas mais baixas: 34° 41,87′ N, 83° 57,18′ O ; para duas quedas mais altas: 34° 42,4′ N, 83° 57,3′ O )
- Cane Creek Falls —localizada no terreno de Camp Glisson, um campo gerenciado pela Igreja Metodista Unida perto de Dahlonega, essas quedas são frequentemente (mas nem sempre) abertas ao público.
- Cannon Falls - localizada em Frogtown Creek, nas dependências do Cannon Falls Lodge, uma reserva de pesca particular e acessível apenas com um guia.
- Clay Creek Falls - localizada em uma propriedade privada, mas facilmente vista da Clay Creek Falls Road, fora dos limites da cidade de Dahlonega. ( 34° 32,26′ N, 84° 01,32′ O )
- Copper Mine Shoals - há várias quedas rápidas no rio Chestatee ao norte de Dahlonega.
- Cow Rock Creek Falls - próxima ao acampamento Boggs Creek, na Floresta Nacional de Chattahoochee. ( 34° 42,66′ N, 83° 52,9′ O )
- DeSoto Falls —um par de quedas em Frogtown Creek, na área cênica de DeSoto Falls da Floresta Nacional de Chattahoochee. De acordo com a legenda, Hernando de Soto passou pela área em 1540. ( 34° 42,37′ N, 83° 54,95′ O )
- Dick's Creek Falls - um par de quedas logo abaixo do local onde Waters Creek se junta a Dicks Creek na Floresta Nacional de Chattahoochee. ( 34° 40,782′ N, 83° 56,202′ O )
- Elvarado Falls —não está aberta ao público.
- Etowah River Shoals - o rio Etowah nasce no condado de Lumpkin, a noroeste de Dahlonega
- Falls on Branch of Jones Creek —localizada na Chattahoochee National Forest e de fácil acesso. ( 34° 36,618′ N, 84° 09,45′ O )
- Quedas em West Fork de Montgomery Creek - quedas de vinte pés no terreno de um acampamento de Ranger do Exército dos EUA. ( 34° 37,452′ N, 84° 06,9′ O )
- Grindle Shoals — fica em propriedade privada, ao longo do rio Chestatee, mas visível da ponte que conduz a Cavender Creek Road, através do Chestatee no leste de Lumpkin, perto da linha de White County. ( 34° 33,6′ N, 83° 52,26′ O )
- High Shoals Falls - fica em Walden Creek; possui um balanço da varanda para ver as quedas. ( 34° 38,91′ N, 84° 01,332′ O )
- Jones Creek Falls
- Little Ridge Creek Falls - um trio de quedas perto do Boggs Creek Campground na Chattahoochee National Forest. ( 34° 42,42′ N, 83° 53,4′ O )
- Martha Falls - fica em Pigeon Roost Creek; a área oferece vistas espetaculares do lago e da montanha. ( 34° 41,37′ N, 83° 58,83′ O )
- Trophy Falls - localizada em Frogtown Creek, nos terrenos do Cannon Falls Lodge, uma reserva particular de pesca e acessível apenas com um guia.
- Ward Creek Falls - próxima a Justus Gap, a noroeste de Dahlonega. {34 ° 39,107'N 84 ° 04,071'W}
- Yahoola Creek Falls - pouco antes de Yahoola Creek deixar a Floresta Nacional de Chattahoochee. Os restos das operações de mineração de ouro do século XIX estão nas proximidades.

## Murray County
- Jigger Falls - fica em Jigger Creek, na área selvagem de Cohutta.
- Mill Creek Falls - quedas, baixios e cascata em Mill Creek em Hickey Gap. O Lago Conasauga, um lago e uma alta montanha fica nas proximidades. (Estacionamento da queda: 34° 53,61′ N, 84° 40,26′ O )

## Pickens County
- Long Swamp Creek Falls - quedas de sessenta pés localizadas em propriedade privada; o acesso pode ser concedido pelos proprietários das terras. ( 34° 29,25′ N, 84° 23,232′ O )

## Rabun County

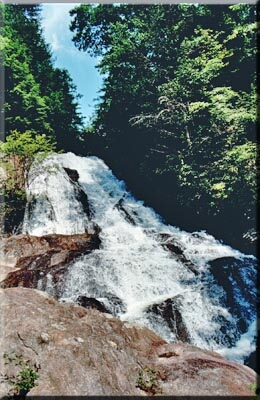
Dick's Creek Falls, Condado de Rabun, Geórgia

O condado de Rabun não é apenas montanhoso (a divisão continental oriental passa pelo condado, que tem vários picos cujas alturas ultrapassam 1200 m acima do nível do mar ), mas também é uma das áreas mais chuvosas a leste do rio Mississippi. Esses fatores se combinam para produzir muitas quedas surpreendentes.
- Ada-Hi Falls - fica no Parque Estadual Black Rock Mountain ; possui um deck de observação e mirantes para as montanhas próximas.
- Ammons Creek Falls —a trilha para Holcomb Creek Falls é um círculo de duas milhas que também leva a um mirante em Ammons Creek Falls.
- Angel Falls (Geórgia) - fica em Joe Branch Creek, perto do lago Rabun, é cercada por rododendros; na mesma trilha e cerca de meia milha além de Panther Falls.
- Bad Branch Falls —uma caminhada fácil desde o início da trilha. A Georgia Power Company mantém uma área de recreação perto do início da trilha. ( 34° 59′ N, 83° 20′ O )
- Becky Branch Falls - fica na trilha Bartram em Warwoman Dell . ( 34° 53,04′ N, 83° 21,15′ O )
- Big Creek Falls - ( 34° 59′ N, 83° 11,6′ O )
- Bull Sluice Rapids - Corredeiras Classe V no rio Chattooga ; o local é, na verdade, melhor abordado do lado do rio na Carolina do Sul. ( 34° 48,86′ N, 83° 18,38′ O )
- Caledonia Cascade - também conhecida como Cascade Falls, a 180 metros em altura, é considerada (com Cochrans Falls ) a segunda cachoeira mais alta da Geórgia. Esta localizada em um pequeno riacho que se junta ao rio Tallulah, perto do início do Tallulah Gorge.
- Crow Creek Falls - uma série de quedas, uma visível da Crow Creek Road, outra a aproximadamente 300 metros da estrada.
- Darnell Falls (NA)
- Dick's Creek Falls - quedas de 60 pés onde Dick's Creek encontra o rio Chattooga, que marca a fronteira com a Carolina do Sul ; localizada na área de Chattooga National Wild and Scenic River. ( 34° 52,07′ N, 83° 14,77′ O )
- Dolly Falls (NA)
- Estatoah quedas - fica em propriedade particular, mas pode ser vista a partir de vários pontos ao longo da estrada 246. ( 34° 59,46′ N, 83° 20,88′ O )
- Hemlock Falls e Upper Falls - em Moccasin Creek no Moccasin Creek State Park . ( 34° 51,151′ N, 83° 36,655′ O )

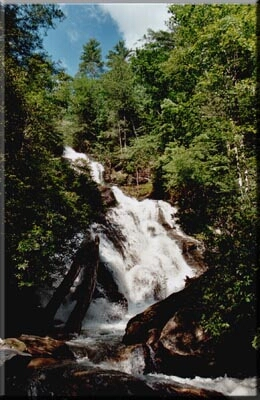
Holcomb Creek Falls, Condado de Rabun, Geórgia

- Upper Falls em Holcomb Creek - várias centenas de metros de cascatas em Holcomb Creek. A chegada inclui uma plataforma de visualização.
- Kilby moinho cai - (área de estacionamento: 34° 56,84′ N, 83° 29,66′ O )
- Laural Falls —no terreno do Kingswood Golf Course em Clayton .
- Martin Creek Falls - apresenta um deck de observação. ( 34° 53,568′ N, 83° 20,961′ O )
- Minnehaha Falls - quedas de 100 pés, perto da Represa Lake Seed e da Área Recreativa de Rabun Beach ; as cataratas ficam a uma curta caminhada de uma pequena área de estacionamento. Minnehaha Falls foi destaque na capa do 2007 Georgia Travel Guide. [3] ( 34° 44,85′ N, 83° 28,84′ O )
- Mud Creek Falls - fica dentro do condomínio fechado de Sky Valley, abaixo da barragem e do campo de golfe. ( 34° 59′ N, 83° 20′ O )
- Panther Falls — fica perto da área de acampamento nº 2 de Rabun Beach; a trilha continua além de Panther Falls até a maior Angel Falls.
- Singley's Falls —Overflow Creek cai a 46 metros para encontrar o Big Creek e Holcomb Creek, formando o West Fork do rio Chattooga. ( 34° 58,5′ N, 83° 13,24′ O )
- Stonewall Creek Falls - existe um terreno de acampamento primitivo na base das cataratas. ( 34° 49,232′ N, 83° 27,001′ O )
- Sylvan Mill Falls - localizada no Sylvan Falls Mill Bed & Breakfast em Mountain City . Embora as quedas sejam em propriedade privada, podem ser vistas da estrada. ( 34° 55,66′ N, 83° 25,21′ O )
- Tallulah Gorge State Park - administrada conjuntamente pelo sistema Georgia State Parks e Georgia Power Company, a última das quais opera a barragem hidrelétrica acima de 180 metros de profundidade- desfiladeiro de Tallulah profundo. O Rio Tallulah corre ao longo de seis grandes quedas entre a Barragem de Tallulah Falls e o Lago Tugalo . Como a barragem foi construída em 1913, apenas uma fração do volume natural de água flui através do defiladeiro, mas em "fins de semana de corredeiras" programados para abril e novembro, a quantidade pode aumentar em mais de dez vezes. Outros "lançamentos estéticos" às vezes são encenados. O acesso ao fundo do desfiladeiro é controlado por licença. (A área de estacionamento: 34° 44,419′ N, 83° 23,388′ O )

Cascatas L'Eau d'Or - cachoeiras de 46 pés.
Tempesta Falls - quedas de 76 pés.
Furacão Falls — quedas de 96 pés.
Oceana Falls - quedas de 50 pés.
Bridal Veil - quedas de 17 pés fluem sobre uma suave "rocha deslizante", popular entre os visitantes que a usam como toboágua natural.
Sweet Sixteen - quedas de 16 pés.
- Three Forks —localizada na área de Chattooga Wild and Scenic River ; Holcomb Creek, Overflow Creek e Big Creek se encontram em Three Forks para formar o West Fork do rio Chattooga. ( 34° 58,1′ N, 83° 12,8′ O )
- Timpson Creek Falls —localizada perto de Clayton e da Floresta Nacional de Chatahoochee; pode estar em propriedade privada. ( 34° 53,3′ N, 83° 28,94′ O )
- Wildcat Creek Falls —visível da West Wildcat Road (Fire Service Road 127). ( 34° 50,1′ N, 83° 36,3′ O )

## Stephens County

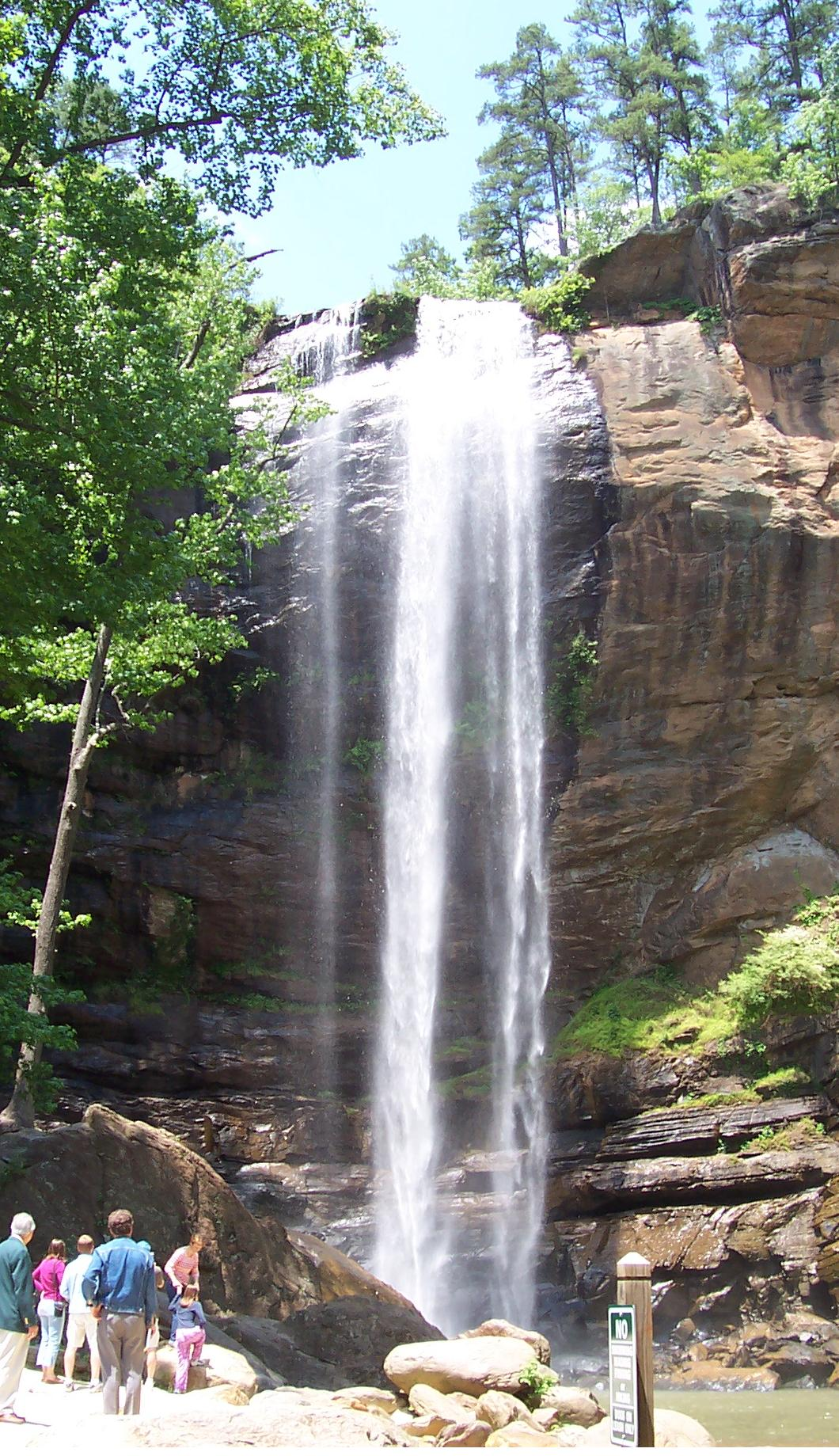
Toccoa Falls, Condado de Stephens, Geórgia

- Toccoa Falls - cataratas surpreendentes de 57m,  localizadas no terreno do Toccoa Falls College, na cidade de Toccoa . As cataratas podem ser alcançadas por um caminho curto e pavimentado e são acessíveis a pessoas com deficiência. A faculdade cobra uma taxa nominal para admissão ao site. Em 1977, o rompimento de uma barragem logo acima das quedas devastou a faculdade e causou trinta e nove mortes. O local inclui um memorial aos que morreram. ( 34° 35,64′ N, 83° 21,666′ O )

## Towns County
- Blue Hole Falls e High Shoals Creek Falls - localizadas em High Shoals Creek, na área panorâmica de High Shoals da Floresta Nacional de Chattahoochee; possui dois decks de observação. ( 34° 48,972′ N, 83° 43,62′ O )
- Denton Branch Falls —quedas de trinta pés de fácil acesso, localizadas perto de Tate City ; a chegada revela inúmeras quedas menores e cardumes. ( 34° 59,142′ N, 83° 33′ O )
- Cupid Falls - perto de Young Harris College em Young Harris . ( 34° 56,1′ N, 83° 50,34′ O )
- Enota Mountain Retreat & Conference Center — o terreno desta instalação em Hiawassee contém várias quedas; os visitantes devem obter permissão antes de acessar a propriedade.

Gurley Creek Falls - quedas de 220 pés visíveis de um deck de observação a uma curta caminhada do centro de visitantes. ( 34° 50,298′ N, 83° 46,8′ O )
Joel Creek Falls - uma caminhada de dez minutos do centro de visitantes. ( 34° 50,1′ N, 83° 46,602′ O )

## Union County
- Canada Creek Falls - há várias quedas no Canada Creek, tanto dentro dos limites da Floresta Nacional Chattahoochee quanto após o riacho entrar em terras privadas. As Upper Falls estão em terras públicas, acima da confluência de Wildhog Creek e Canada Creek. (A parte superior cai: 34° 41,44′ N, 84° 02,53′ O ; outras quedas: 34° 41,04′ N, 84° 03,82′ O )
- Cachoeiras no Upper Chattahoochee - nas cabeceiras do rio Chattahoochee, que passa por um canal de 60 centímetros de largura em um ponto. (Estacionamento: )
- Helton Creek Falls - um par de quedas em um bosque de rododendros na Floresta Nacional de Chattahoochee ; a chegada inclui uma escada bem preservada e uma plataforma de observação. ( 34° 45,2′ N, 83° 53,7′ O )
- Horsetrough Falls - uma cachoeira de fácil acesso localizada onde Horsetrough Creek se junta às cabeceiras do rio Chattahoochee, no canto sudeste do condado; a chegada inclui uma passarela que é a primeira ponte no Chattahoochee. ( 34° 47,53′ N, 83° 47,24′ O )
- Lago Trahlyta Spillway - em Wolf Creek, logo abaixo da barragem no Vogel State Park ; a chegada inclui uma trilha de calçadão e uma plataforma de observação.

## Walker County
- Glen Falls - uma série de pequenas quedas na montanha Lookout perto de Chattanooga, perto da linha do Tennessee, mantida pelo National Park Service.
- Keown Falls —localizada na Keown Falls Scenic Area perto das cidades de Villanow e LaFayette, as quedas fluem sobre um grande penhasco, às vezes como uma estreita faixa de água em queda livre. ( 34° 36,8′ N, 85° 05,7′ O )
- Lula Falls - duas quedas no Rock Creek, na Lookout Mountain . O imóvel é propriedade do Lula Lake Land Trust e o público é bem-vindo no primeiro e último sábado de cada mês. Outras características geológicas incomuns podem ser encontradas na propriedade. ( 34° 55,96′ N, 85° 22,34′ O )
- Pocket Branch Falls —Pocket Branch flui de um desfiladeiro no lado oeste de Pigeon Mountain, na área de gerenciamento de vida selvagem de Pigeon Mountain. O Shirley Miller Wildflower Trail é uma trilha de calçadão abaixo das cataratas. (A área de estacionamento: 34° 42,75′ N, 85° 22,8′ O )

## White County

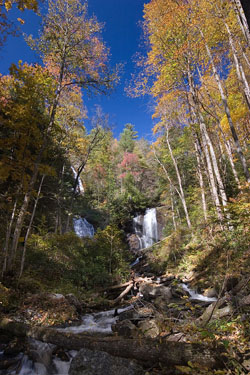
Anna Ruby Falls, Condado de White, Geórgia

- Anna Ruby Falls - na verdade duas quedas separadas, uma em Curtis Creek e a outra em York Creek, mas conhecidas juntas como Anna Ruby Falls. Juntas, elas formam Smith Creek. Localizada em um bosque de louro na área cênica de Anna Ruby Falls na Floresta Nacional de Chattahoochee. Há um centro de visitantes e uma caminhada significativa de lá até as cataratas. ( 34° 45,83′ N, 83° 42,73′ O )
- Duke's Creek Falls - na verdade em Davis Creek, onde se encontra com Dodd Creek para formar Duke's Creek; A chegada é fácil. Possui trilhas no calçadão e vários decks de observação. Pelo menos um deck é acessível para cadeiras de rodas. (Área de estacionamento: 34° 42,105′ N, 83° 47,361′ O )
- Cai perto de Unicoi Gap - perto da Fire Service Road 44.
- Falls on Dodd Creek - em Dukes Creek Falls.
- Quedas em Low Gap Creek — fora do Fire Service Road 44A, perto de Robertstown . ( 34° 44,6′ N, 83° 47,84′ O )
- Raven Cliff Falls - a chegada, por meio de rododendros e cicutas, passa por muitas quedas menores; localizado dentro da Mark Trail Wilderness Area perto da Richard Russell Scenic Highway. ( 34° 43,38′ N, 83° 49,44′ O )

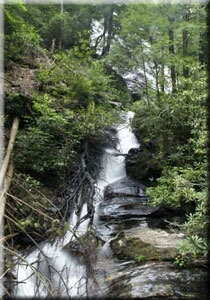
Duke's Creek Falls, Condado de White, Geórgia

- Upper Falls em Davis Creek